# Christentum in Aserbaidschan
Das Christentum ist in Aserbaidschan eine Minderheiten-Religion. Rund 5 % der Bevölkerung bekennen sich zum Christentum. 2018 befand sich Aserbaidschan noch auf Platz 45 der 50 Länder des Open Doors -Weltverfolgungsindex wo Christen am härtesten verfolgt werden, Aktuell (2021) aber nicht mehr.

## Konfessionen
1998 waren 3,8 % der Bevölkerung russisch-orthodox. Es gibt eine russisch-orthodoxe Eparchie in Aserbaidschan. Des Weiteren gibt es die orthodoxe Minderheit der etwa 8000 Udinen, mehrheitlich in Nic. Etwa 3000 Udinen aus dem 1991 in Oğuz umbenannten Wartaschen, die der armenisch-apostolischen Kirche angehörten, wurden allerdings 1991 nach Armenien vertrieben, so dass dort nur etwa 50 Udinen zurückblieben. Udinen gelten als Nachfahren des antiken, christlich geprägten Kaukasischen Albaniens, des Vorgängerstaates von Aserbaidschan. Das unabhängige Albanische Patriarchat wurde auf Erlass des russischen Zaren 1836 abgeschafft und der Armenisch Apostolischen Kirche in Etschmiadsin unterstellt. Am 10. April 2003 erfolgte die offizielle Registrierung der „Albanisch-Udinischen Christlichen Gemeinde“. Dieses Datum bezeichnet man als Wiedergeburt der albanischen Kirche in Aserbaidschan. Den Angaben aus dem Jahr 2014 zufolge zählt die udinische Gemeinde bereits 10.000 Mitglieder. Es gibt zudem 11 christliche Gemeinden von Molokanen. 
Bis 1988 bildeten die Christen unter den etwa 475.500 Armeniern in Aserbaidschan im Jahre 1979, die mehrheitlich der Armenischen Apostolischen Kirche angehörten, die größte christliche Minderheit des Landes. Heute leben diese armenischen Christen entweder in der de facto unabhängigen Republik Arzach (Bergkarabach) – hier aber zu über 99 % der Bevölkerung – oder wurden während des Bergkarabachkonflikts aus der Heimat vertrieben. In der Republik Arzach existieren mindestens zehn, gut bis weniger gut, erhaltene Armenisch-Apostolische Kirchen. Zudem befinden sich auf dem historischen Gebiet von Bergkarabach zahllose Chatschkare, die typischen Stelen der armenischen Steinmetzkunst. Im de facto Staatsgebiet Aserbaidschans gibt es dagegen keine als solche genutzte armenische Kirche mehr; die meisten armenischen Kirchengebäude und Chatschkare wie auch der armenische Friedhof von Culfa wurden nach 1992 abgerissen. Die 1887 erbaute und im Zentrum von Baku gelegene Kirche Gregor des Erleuchters wurde dagegen im Jahr 2004 gründlich restauriert, nachdem es Ende der 1980er Jahre stark beschädigt worden war. Am Weltgipfel religiöser Würdenträger im April 2010 in Baku nahm auch der Oberste Patriarch und Katholikos aller Armenier Garegin II. teil. Es war erster Besuch eines armenischen religiösen Anführers in Aserbaidschan seit dem Ausbruch des Bergkarabachkonflikts Ende der 1980er Jahre. Am Rande seiner Reise besuchte Garegin II. die Kirche Gregor des Erleuchters und traf sich mit Präsidenten Aserbaidschans İlham Əliyev und dem Großmufti des Kaukasus Allahşükür Paşazadə.
Schätzungsweise gibt es weniger als 7000 Protestanten. Seit 1993 besteht in Baku wieder eine evangelisch-lutherische Gemeinde, der auch Nachfahren der deutschen Minderheit (zwischen 1000 und 2000) angehören. Die Seelsorge gestaltet sich kompliziert; 1999 wurde Pastor Günther Oborski ausgewiesen.
Außerdem haben Jehovas Zeugen dort 8 Gemeinden mit 1196 Mitgliedern.
Die römisch-katholische Kirche in Aserbaidschan ist sehr klein, es gibt lediglich eine römisch-katholische Gemeinde mit ca. 390 Mitgliedern. Im Mai 2002 stattete Papst Johannes Paul II. Aserbaidschan einen Besuch ab. Die Kirche der Unbefleckten Empfängnis der heiligen Jungfrau Maria wurde im Jahre 2007 eingeweiht. Das alte Gotteshaus war 1931 von den Kommunisten zerstört und der damalige Pfarrer Stefan Demurow gemeinsam mit anderen Gläubigen umgebracht worden. Im August 2011 wurde die zuvor zum Bistum Tiflis angehörende Pfarrei in Baku einstimmig als „Apostolische Präfektur der Katholischen Kirche“ akkreditiert. Geleitet wird die Präfektur vom Pater Vladimir Fekete, der ursprünglich aus der Slowakei stammt.

## Rechtssituation
Die Aserbaidschanische Verfassung gewährt allen Religionsgemeinschaften formal Religionsfreiheit. Allerdings müssen sich alle Religionsgemeinschaften registrieren. Nicht registrierte christliche Gemeinden sind somit illegal.
Die Herstellung, die Einfuhr oder der Verkauf von Bibeln ohne ausdrückliche staatliche Genehmigung gelten als Straftat. Oft werden die Aktivitäten der christlichen Gemeinden von dem staatlichen Komitee für religiöse Angelegenheiten oder der Geheimpolizei beobachtet und kontrolliert.
Im Mai 2009 sind in Aserbaidschan ein neues Religionsgesetz und damit verbundene Novellen zum Verwaltungs- und Strafgesetz in Kraft getreten. Religionsgemeinschaften, die sich nicht bis Januar 2010 registrieren ließen, wurden nicht mehr akzeptiert. Von christlichen Gemeinden wurde befürchtet, bei Ablehnung der Neuregistrierung ihren rechtlichen Status zu verlieren. Seit Januar 2010 erhielt keine neue Gemeinde eine Registrierung. Ende April 2012 löste ein Gericht in Baku wegen der fehlenden Neuregistrierung die protestantische Greater Grace Church auf.